# Xysticus ephippiatus
Xysticus ephippiatus là một loài nhện trong họ Thomisidae. Chúng được Eugène Simon miêu tả năm 1880.